# Delitti in forma di stella
Delitti in forma di stella (Night Visions) è un film thriller del 1990 diretto da Wes Craven, trasmesso negli Stati Uniti d'America il 30 novembre 1990.
In Italia è stato trasmesso nel giugno 1996 su Rai 3.

## Trama
Il film si apre con Ray seduto in un club con rabbia che guarda Aura ballare in modo provocatorio con altri uomini nel club.  Ray la rimuove con rabbia dalla pista da ballo e dopo un breve litigio si precipita fuori per portare l'auto a casa.  Nel parcheggio viene soffocata a morte con la sua stola e poi lasciata a terra con le gambe divaricate. I giornali riportano che lo "Spread-Eagle Killer" ha colpito una quarta volta e Ray viene chiamato come sospettato per essere interrogato, durante il quale viene trattato brutalmente da un sergente eccessivamente sospettoso Thomas Mackey.  L'intuitiva Dr. Sally Powers, specialista in psicopatologia criminale, viene coinvolta per dare un'idea della mente dell'assassino.  Mackey può rinunciare a una sospensione di dieci giorni e continuare a lavorare sul caso se accetta di supervisionare il dottor Powers.  Sulla scena del prossimo omicidio, il dottor Powers si contorce sul pavimento nella sagoma del nastro della vittima e annuncia che la vittima è stata violentata.  Quella notte a letto la dottoressa Powers rivive un omicidio a cui è sopravvissuta da bambina. La mattina dopo, viene chiamata alla stazione per incontrare il capitano, ma invece ha un presentimento che la porta in un centro benessere.  Emula il comportamento degli istruttori per prendere il controllo di una classe quando il corpo successivo viene trovato in un'altra stanza del club.  Dopo una discussione con Mackey, prevede che il luogo del prossimo omicidio sarà un bar per motociclisti.  Mackey la segue e la trova in una stanza sul retro con un coltello in mano accanto a una donna appena uccisa.  La vittima, però, non è stata accoltellata, ma piuttosto picchiata con un oggetto contundente.  Mackey si scusa con lei in una tavola calda, dove la vede emulare il comportamento della loro cameriera.  Comincia a pensare come l'assassino e Mackey lo incoraggia, ma si spaventa e scappa. Il commissario spiega a Mackey che il dottor Powers è sopravvissuto a un attacco di un uomo che ha ucciso la sua famiglia.  È sopravvissuta nascondendosi in un armadio, ma ora si tuffa nelle personalità degli altri per sfuggire alla sua stessa mente torturata.  Il dottor Powers traccia gli omicidi su una mappa a forma di uomo vitruviano di Da Vinci e determina che l'assassino sta mettendo insieme una donna perfetta.  Rintraccia l'assassino ma viene condotta sul bordo di un tetto per uno scontro finale tra lei, l'assassino e Mackey.  L'assassino cerca di ucciderli entrambi, ma finisce per cadere dal tetto morendo.